# Józef Życiński

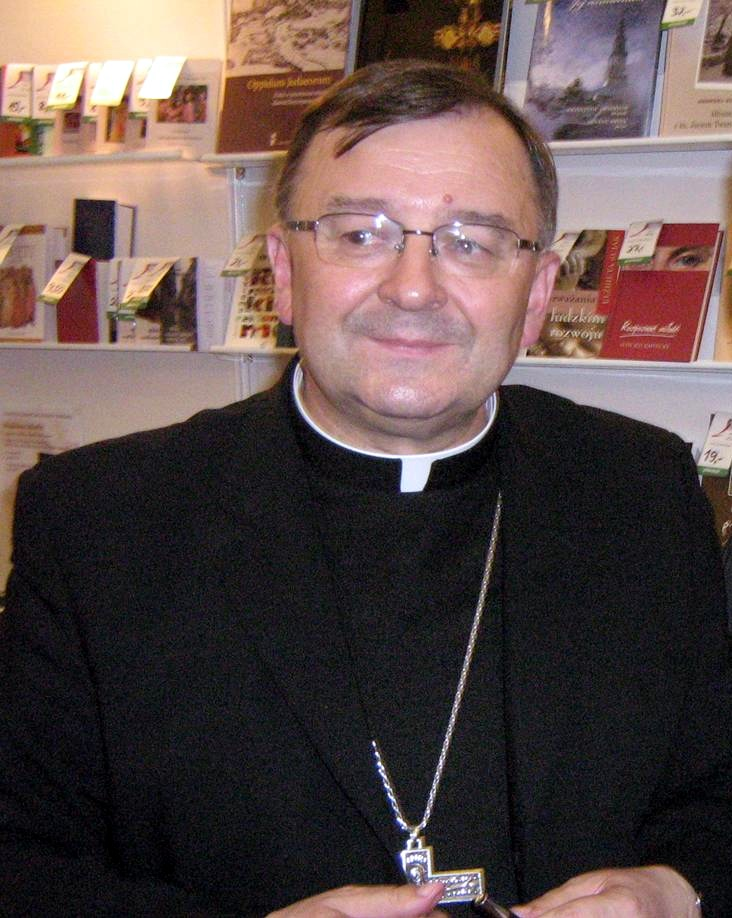
Józef Życiński (2008)

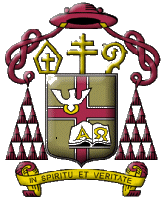
Wappen Józef Życiński Erzbischof von Lublin (1997–2011)

Józef Mirosław Życiński (* 1. September 1948 in Nowa Wieś, Gemeinde Rozprza, Powiat Piotrkowski (Polen); † 10. Februar 2011 in Rom) war ein polnischer Theologe, Philosoph und römisch-katholischer Erzbischof von Lublin.

## Leben
Józef Życiński studierte am Priesterseminar in Tschenstochau und empfing am 19. Juni 1971 durch Franciszek Musiel, Weihbischof von Tschenstochau, die Diakonenweihe und am 21. Mai 1972 durch Stefan Bareła, Bischof von Tschenstochau, die Priesterweihe. 1976 wurde er an der Theologischen Fakultät Krakau zum Doctor theologiae promoviert, anschließend an der Theologischen Fakultät Warschau zum Doktor der Philosophie promoviert. 1980 habilitierte er sich mit einer Schrift über die relativistische Kosmologie.
Seit 1980 war er Inhaber des Lehrstuhl für Logik und Methodologie an der Päpstlichen Akademie für Theologie, später an der Päpstlichen Universität Johannes Paul II. in Krakau. Von 1982 bis 1985 war Życiński stellvertretender Dekan und von 1988 bis 1990 Dekan der Philosophischen Fakultät der Universität. Er engagierte sich insbesondere um interdisziplinären Fragestellungen von philosophischen Fragen in der Wissenschaft.
Papst Johannes Paul II. ernannte ihn 1992 zum Bischof von Tarnów. Die Bischofsweihe spendete ihm am 4. November 1990 der Erzbischof von Krakau, Franciszek Kardinal Macharski; Mitkonsekratoren waren Stanisław Nowak, Erzbischof von Tschenstochau, und Ignacy Tokarczuk, Erzbischof von Przemyśl. 1997 wurde Józef Życiński zum Erzbischof von Lublin ernannt.
Er hat unter anderem mehrere hundert wissenschaftliche Publikationen verfasst, die in Englisch, Deutsch, Italienisch, Französisch, Spanisch, Russisch, Slowakisch und Ungarisch erschienen sind. Er lehrte an der University of California, Berkeley, der Catholic University of America in Washington, der Australian Catholic University und Universität Oxford. 2006/07 war er Gastprofessor am The Nanovic Institute for European Studies der University of Notre Dame. Er war Großkanzler der Katholischen Universität Lublin. Außerdem war Józef Życiński Mitglied des Ständigen Rates der Polnischen Bischofskonferenz und der Gemeinsamen Kommission der Bischofskonferenz mit der Regierung von Polen. Er war Mitglied des Päpstlichen Rates für die Kultur und Berater der Kongregation für das Katholische Bildungswesen in Rom. Erzbischof Życiński war unter anderem Mitglied der Europäischen Akademie der Wissenschaften und Künste in Salzburg und ausländisches Mitglied der Russischen Akademie der Wissenschaften. Er war ein Doktor honoris causa der Landwirtschaftlichen Universität in Lublin und der Jagiellonen-Universität in Krakau.
Im Jahr 2007 ernannte ihn der Katholische Studentenverein Markomannia im KV zu Münster, der polnischen Partnerstadt von Lublin, zum Ehrenmitglied. Am 5. Mai 2007 zeichnete der KV Zycinski wegen seiner Verdienste, insbesondere auch für seine Bemühungen um die Verständigung zwischen Deutschen und Polen, mit der Georg-von-Hertling-Medaille aus.
Życiński erlag am 10. Februar 2011 vermutlich den Folgen eines Herzinfarktes, den er in einem Hotel in Rom im Rahmen der Teilnahme an einer Sitzung der Kongregation für das Katholische Bildungswesen erlitten hatte. Er wurde am 19. Februar 2011 nach einem Requiem in der Marienkathedrale von Lublin, geleitet durch Erzbischof Celestino Migliore, den Apostolischen Nuntius in Polen, und in Anwesenheit des polnischen Staatspräsidenten Bronisław Komorowski und Politiker wie Władysław Bartoszewski und Tadeusz Mazowiecki beigesetzt. Staatspräsident Komorowski ehrte Józef Życiński posthum mit dem Großkreuz der Wiedergeburt Polens (Orden Polonia Restituta).

## Wirken
Józef Życiński galt als der wohl prominenteste kirchliche Teilnehmer am öffentlichen Leben in Polen und auch in den polnischen Medien; er war der führende Vertreter des liberalen Flügels in der katholischen Kirche Polens und bekämpfte vehement den Antisemitismus. Er war ein Garant für Aussöhnung und engagierte sich im ökumenischen Dialog mit den Orthodoxen und im christlich-jüdischen Dialog.
Aus seiner liberalen Grundhaltung heraus kritisierte Zycinski den nationalkatholischen Flügel der polnischen Kirche, so z. B. das Bündnis von Radio Maryja mit den rechtsnationalen Parteien, er wandte sich auch energisch gegen die verleumderischen Berichte über den Ministerpräsidenten Tusk wegen des angeblichen „Großvaters bei der Wehrmacht“. Diese Haltung brachte ihm in Polen naturgemäß auch viel Kritik ein.
Ein besonderes Anliegen war für Życiński die Unterstützung der Aktion Renovabis.